# Eccoena trigonoptera
Eccoena trigonoptera är en fjärilsart som beskrevs av Turner 1940. Eccoena trigonoptera ingår i släktet Eccoena och familjen plattmalar. Inga underarter finns listade i Catalogue of Life.